# The Disney Afternoon Collection
The Disney Afternoon Collection è una raccolta di videogiochi a piattaforme pubblicata nel 2017 per PlayStation 4, Microsoft Windows e Xbox One.
La raccolta include i videogiochi Chip 'n Dale Rescue Rangers, Chip 'n Dale Rescue Rangers 2, DuckTales, DuckTales 2, Darkwing Duck e TaleSpin.

## Modalità di gioco
I videogiochi della raccolta presentano la possibilità di applicare un filtro che ricorda le televisioni con tubo a raggi catodici e la funzionalità di riavvolgere il tempo.